# Arisa Trew
Arisa Trew (* 12. Mai 2010 in Cairns, Queensland) ist eine australische Skateboarderin. Sie steht derzeit auf Platz 14 der Weltrangliste. Bei den Olympischen Sommerspielen 2024 gewann sie Gold.

## Karriere
Im Juni 2023 schrieb Arisa Trew während des Tony Hawk’s Vert Alert Events in Salt Lake City Skateboardgeschichte. Im Alter von nur dreizehn Jahren landete sie als erste weibliche Athletin einen 720 auf einer Halfpipe. Der 720, bei dem zwei vollständige Drehungen in der Luft ausgeführt werden, wurde erstmals im Jahr 1985 vom Profi-Skateboarder Tony Hawk gestanden. Für diese Leistung bekam sie bei den Laureus World Sports Awards 2024 den Preis als Action-Sportler des Jahres überreicht.
Im Mai 2024 landete sie als erste weibliche Athletin den 900 auf einer Halfpipe.
2023 und 2024 gewann sie bei den X-Games jeweils zwei Goldmedaillen in den Kategorien „Women’s Skateboard Park Final“ und „Women’s Skateboard Vert Final“.